# NGC 6072
NGC 6072 – mgławica planetarna położona w gwiazdozbiorze Skorpiona. Została odkryta 7 czerwca 1837 roku przez Johna Herschela.